# Stephostethus setosus
Stephostethus setosus is een keversoort uit de familie schimmelkevers (Latridiidae). De wetenschappelijke naam van de soort werd in 2004 gepubliceerd door Ruecker.